# Trio WoO 38

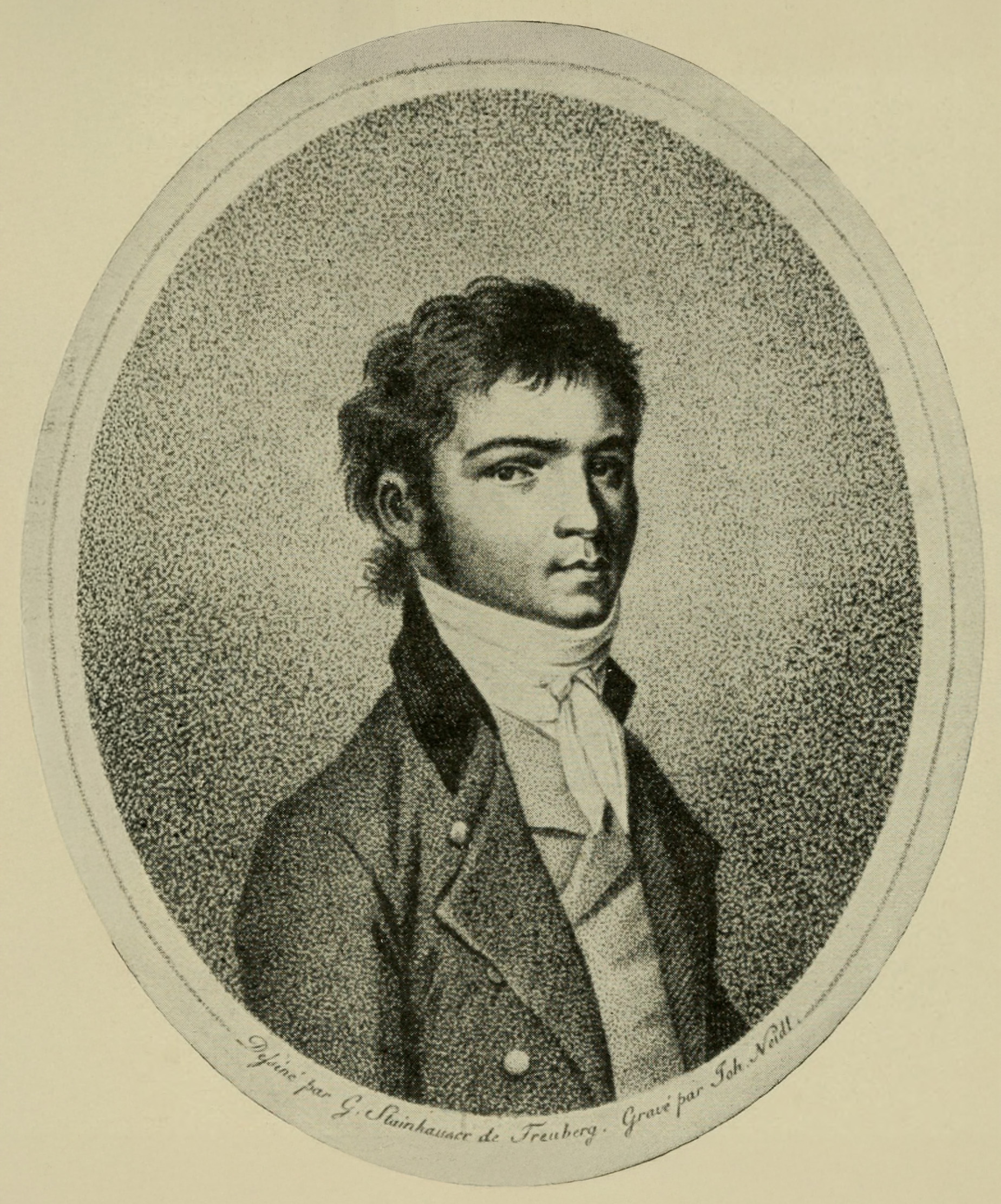
Ludwig van Beethoven

Le trio en mi bémol majeur WoO38 de Ludwig van Beethoven, est un trio pour piano, violon et violoncelle composé vers 1791 et publié après la mort du compositeur en 1830 à Francfort, chez Dunst.

## Présentation de l'œuvre
Il comporte trois mouvements et sa durée d'exécution est d'environ 15 minutes :
1. Allegro moderato
2. Scherzo e trio : Allegro ma non troppo
3. Rondo : Allegretto

C'est la première fois que Beethoven écrit pour cette formation instrumentale.  
Cette œuvre, à laquelle Beethoven ne semble pas avoir porté une grande attention, ne manque pourtant pas d'intérêts. Elle offre quelques gestes musicaux que Beethoven allait exploiter avec bonheur dans les années à venir, telle la subtile articulation du développement et de la reprise dans le premier mouvement. Le développement introduit une nouvelle figure arpégée descendante, que Beethoven reprend rapidement dans la coda, il en fera, quelques années plus tard, un usage davantage dramatique dans la Sonate pour piano en fa mineur, op.2 n° 1.
Le mouvement médian est un scherzo au lieu du traditionnel menuet.
Pour le finale, Beethoven écrit un rondo décontracté et rapide, dont le thème harmonieux est varié à chaque apparition. Le violoncelle y apparaît plus indépendant que dans les mouvements antérieurs.

## Repères discographiques
- Emil Guilels piano, Leonid Kogan violon, Mstislav Rostropovitch violoncelle, 1950 (DG - monophonique)
- Daniel Barenboim piano, Pinchas Zukerman violon, Jacqueline du Pré violoncelle, 1970 (EMI Classics)[4]
- Wilhelm Kempff piano,  Henryk Szeryng violon, Pierre Fournier violoncelle, 1970 (DG)[5]
- Beaux Arts Trio, 1979 (Philips) réédition (Decca)
- Vladimir Ashkenazy piano, Itzhak Perlman violon, Lynn Harrell violoncelle, 1984 (EMI Classics)
- Trio Wanderer, 2012 (Harmonia Mundi)